# لیبراتی ۶۴۱۷
سیارک ۶۴۱۷ (به انگلیسی: 6417 Liberati، نامگذاری:1993XA) شش هزار و چهارصد و هفدهمین سیارک کشف شده‌است که در ۴ دسامبر ۱۹۹۳ کشف شد.
قدر مطلق سیارک برابر ۱۳٫۹۰ است.